# Clément Lefert
Clément Lefert (Nizza, 26 settembre 1987) è un ex nuotatore francese, attualmente detentore del titolo olimpico nella staffetta 4x100 stile libero e del primato nazionale nei 100m farfalla.

## Biografia
Nato a Nizza, dopo aver frequentato la SKEMA Business School Lefert studiò economia alla University of Southern California di Los Angeles, ma in seguito mise da parte l'istruzione per dedicarsi al nuoto agonistico.
Sin dal 2007 prende parte alle principali competizioni sportive nel suo campo come i campionati europei in vasca corta, riuscendo nel 2008 a strappare il pass per i Giochi olimpici di Pechino, dove gareggia con la staffetta 4x200 classificandosi al decimo posto.
Successivamente partecipa agli europei in vasca corta del 2008, ai mondiali di Roma 2009, ai mondiali in vasca corta del 2010 (dove ottiene un bronzo nella 4x200) e agli europei dello stesso anno (dove ottiene il bronzo nella 4x200 e l'oro nella 4x100 misti).
Nel 2012 viene nuovamente convocato per i Giochi olimpici e stavolta a Londra vince due medaglie: un oro nella staffetta 4x100 stile libero (insieme ad Amaury Leveaux, Fabien Gilot e Yannick Agnel) e un argento nella 4x200 stile libero (con Leveaux, Agnel e Grégory Mallet).
Poco più di un mese dopo questi trionfi, Lefert annuncia il suo ritiro all'età di venticinque anni per riprendere gli studi in economia.

## Palmarès
- Giochi olimpici

Londra 2012: oro nella 4x100m sl e argento nella 4x200m sl.
- Mondiali in vasca corta

Dubai 2010: bronzo nella 4x200m sl.
- Europei

Budapest 2010: oro nella 4x100m misti e bronzo nella 4x200m sl.
- Giochi del Mediterraneo

Pescara 2009: argento nei 100m farfalla.
- Universiadi

Shenzen 2011: argento nei 200m sl e bronzo nella 4x100m sl.